# Norbergs kommun
60°5′N 15°57′Ø / 60.083°N 15.950°Ø
Norberg kommune ligger ved søen Noren i landskapet Västmanland i länet Västmanlands län i Sverige. Kommunens administrationscenter ligger i byen Norberg som er kommunens eneste by.

## Byer
Norberg kommune har kun en by.
Indbyggere pr. 31. december 2005.
| #  | By      | Indbyggere |
| -- | ------- | ---------- |
| 1. | Norberg | 4 634      |

## Eksterne kilder og henvisninger
- ”Kommunarealer den 1. januar 2012” (Excel). Statistiska centralbyrån.
- ”Folkmängd i riket, län och kommuner 30 juni 2012”. Statistiska centralbyrån.

- Wikimedia Commons har flere filer relateret til Norbergs kommun